# Cocos Island (Guam)
Cocos Island (Chamorro: Islan Dåno) is een onbewoond eiland met een oppervlakte van 38,6 hectare. Het is het zuidelijkste eiland van de eilandengroep de Marianen. Het eiland ligt ten zuiden van het eiland Guam. Het eiland heeft een toeristische voorziening en doet dienst als natuurreservaat.

## Beschrijving
Tijdens de Tweede Wereldoorlog in 1944 installeerde de Verenigde Staten op het eiland een navigatiesysteem. Tussen 1944 en 1963 bleef dit systeem in werking als LOng RAnge Navigation system (LORAN) van de United States Coast Guard. De elektrische voorzieningen waaronder transformatoren voor dit systeem zijn in de loop der jaren verweerd en leidden tot een sterke belasting met PCB in de lagune tussen het eiland en het hoofdeiland Guam. Verder is het eiland vervuild met DDT. Deze verontreinigingen zijn in 2019 nog steeds meetbaar in onaanvaardbaar hoge concentraties.

## Toerisme en natuurbescherming
Op het eiland is een toeristisch resort. In 2010 werd op het eiland de bijna uitgestorven guamral geïntroduceerd en deze vogel plant zich voort in het wild volgens BirdLife International.